# 大坪健一郎
大坪 健一郎（おおつぼ けんいちろう、旧字体：大坪󠄁 健󠄁一郞、1925年7月7日 - 1991年12月25日）は、日本の政治家。衆議院議員（2期）、参議院議員（2期）。宮城県仙台市生まれ、佐賀県出身。

## 経歴
東京府立一中、旧制静岡高等学校、海軍兵学校を経て、東京大学法学部政治学科卒業
- 1949年（昭和24年） - 労働省入省
- 1957年（昭和32年） - 徳島県農政部課長
- 1959年（昭和34年） - 徳島県総務部財政課長
- 1961年（昭和36年） - 労働省職業安定局調整課長補佐[2]
- 1964年（昭和39年） - 外務省在西ドイツ大使館一等書記官
- 1968年（昭和43年） - 帰国、労政局労政課長[3]
- 1969年（昭和44年） - 労働省労働基準局監督課長
- 1970年（昭和45年） - 労働省大臣官房国際労働課長
- 1971年（昭和46年） - 労働省大臣官房会計課長
- 1973年（昭和48年） - 労働省労働基準局賃金福祉部長
- 1974年（昭和49年） - 労働省大臣官房統計情報部長、退官[3]
- 1976年（昭和51年） - 第34回衆議院議員総選挙に佐賀県全県区から立候補し、当選。衆議院外務 ･ 建設 ･ 安全保障特別委員会各理事[4]
- 1977年（昭和52年） - 衆議院外務委員会多国籍企業等国際経済に関する小委員会委員
- 1979年（昭和54年） - 衆議院本会議における首班指名選挙で大平正芳に投票
- 1979年（昭和54年） - 第35回衆議院議員総選挙にて2選
- 1980年（昭和55年） - 第36回衆議院議員総選挙も立候補するも、落選
- 1982年（昭和57年） - 第12回参議院議員補欠選挙にて当選。参議院外交・安全保障特別委員会理事、同社会労働委員会理事、党労働部会長など歴任[4]
- 1983年（昭和58年） - 第13回参議院議員通常選挙にて再選
- 1985年（昭和60年） - 通商産業政務次官
- 1986年（昭和61年） - 参議院議員を辞職。第38回衆議院議員総選挙にて当選。
- 1988年（昭和63年） - 衆議院科学技術委員会委員長、納税額番付で国会議員の中で10位（納税額は5938万円）。リクルート事件で献金200万円やパーティー券1000万円の購入を受けていたことが発覚。
- 1990年（平成2年） - 第39回衆議院議員総選挙にて落選。
- 1991年（平成3年） - 呼吸不全のため死去、66歳。死没日をもって勲二等瑞宝章追贈、従四位に叙されるに叙される[5]。
- 1993年（平成5年） - 後継者として原口一博が地盤を引き継ぐ。

## 家族
- 父親 - 大坪保雄 - 元・衆議院議員